# Lluís Companys
Lluís Companys i Jover (uttal: /ʎuˈis kumˈpaɲs i ʒo'ßɛr/), född 21 juni 1882 i El Tarròs i Urgell i Katalonien, död 15 oktober 1940 i Montjuïc i Barcelona, var en spansk (katalansk) jurist och politiker. Companys var ledare för det republikanska vänsterpartiet ERC och Kataloniens president åren 1933–1940.
Under spanska inbördeskriget hade Companys en ledande roll inom organiserandet av det antifascistiska motståndet i Katalonien. Efter kriget och nationalisternas seger gick han i exil i Frankrike. Han greps 1940 av Gestapo och utlämnades till Spanien, där han avrättades av Franco-regimen.

## Biografi
Lluís Companys föddes som lantbrukarson i grevskapet (comarcan) Urgell i det inre av Katalonien. Vissa kopplingar till adeln fanns i släkten. Han kom att läsa till studentexamen i Barcelona, på Liceu Poliglot, och läste därefter juridik på Barcelonas universitet. Redan tidigt blev Companys intresserad av politik, och år 1900 grundade han en republikansk, under sin studietid på universitetet. Därefter blev han engagerad i både republikansk och katalansk politisk kamp, med en särskilt intresse för sociala frågor. Som advokat ägnade han mycket tid åt arbetsfrågor. I början av 1910-talet var han politisk ordförande i det regionala partiet Unió Federal Nacionalista Republicana/Unión Federal Nacionalista Republicana.

### Republikansk och katalansk aktivism
Under 1920-talets Rivera-diktatur koncentrerade sig Companys på sitt advokatyrke, som biträdande advokat åt vinodlarnas förbund. Från 1928 deltog han dock i den politiska oppositionens katalanska grupperingar, något som tog än mer fart efter Rivera-diktaturens slut 1930. 1931 deltog han i bildandet av partiet Esquerra Republicana de Catalunya, ett rent katalanskt republikanskt vänsterparti, och året efter blev han förste talman i det nybildade katalanska parlamentet. Sedan 1933 var han president i den katalanska (region)regeringen, vilket inte sågs med blida ögon i vissa kretsar. Han deltog året därpå i det katalanskt nationalistiska upproret mot den högerinriktade spanska republikanska staten (då den katalanska staten – Estat Català – utropades), blev fängslad och dömdes till 30 års fängelse. Companys frigavs dock efter 1936 års valseger för vänsteralliansen Frente Popular och var efter det spanska inbördeskrigets utbrott idog organisatör av försvaret av Andra spanska republiken.

### Efter inbördeskriget
När Barcelona i början av 1939 slutligen intogs av nationalisternas styrkor, gick Companys i fransk exil, tillsammans med bland annat sin son Lluïset. Sonen led av schizofreni, och han försvann i samband med tyska flygbombningar från det franska mentalsjukhus där han vårdades. Efter att Gestapo fängslat honom (i La Baule-les-Pins nära Nantes) och lämnat ut honom till de spanska myndigheterna, hamnade Lluís Companys i spanskt fängelse. Där utsattes han för fem veckors tortyr och en summarisk rättegång på en timme, innan han slutligen dömdes som 'militär rebell'. Han arkebuserades morgonen den 15 oktober 1940, på Montjuïc-fortet uppe på berget i södra Barcelona. Den officiella dödsorsaken var 'traumatisk inre blödning'.

### Succession
Efter Companys död övertogs rollen som (regionen) Kataloniens exil-president av Josep Irla och efter honom av Josep Tarradellas. Den sistnämnde återkom från exilen 1977 och fungerade därefter som regionpresident fram till 1980 års regionalval.

## Eftermäle
I sin roll som (regionen) Kataloniens president är Companys den enda sittande, demokratiskt valda presidenten i Europa som blivit avrättad. Hans roll för den spanska republiken och inte minst de katalanska strävandena under 1930-talet är ihågkommet på flera sätt i dagens Katalonien. Den olympiska stadion 1992 i Barcelona har sedan år 2001 namnet Estadi Olímpic Lluís Companys (Lluís Companys olympiastadion). Stadion byggdes 1929 och ligger på det berg där Companys hölls fången, dömdes, avrättades och numera ligger begraven.
Den 10 oktober 2015 (75 år efter avrättningen av Companys och en dag innan dess årliga firandet av Kataloniens nationaldag) hade TV-filmen 13 dies d'octubre premiär på katalanska TV3. Dramafilmen, regisserad av Carlos Marques-Marcet och samproducerad av TV3, berättar historien om de sista 13 dagarna i Lluís Companys liv. Hösten 2015 visade TV3 också en dokumentärserie i tolv avsnitt, kretsande kring Companys.